# Proclamazione dell'Impero tedesco (von Werner)
La Proclamazione dell'Impero tedesco è il nome di quattro dipinti a olio su tela di Anton von Werner.
Il 18 gennaio 1871, il pittore tedesco Anton von Werner presenziò alla proclamazione dell'Impero tedesco che si tenne alla Reggia di Versailles, in qualità di artista. Negli anni successivi, produsse diverse versioni dell'evento a livello pittorico, due delle quali vennero esposte a Berlino. Una terza versione la eseguì per il cancelliere tedesco Otto von Bismarck che la volle porre nella sua ultima residenza, Friedrichsruh; quest'ultima versione del dipinto è divenuta la più conosciuta e la più popolare. L'ultima versione dell'opera venne realizzata per il regio liceo di Francoforte sull'Oder.
I quattro dipinti sono molto diversi l'uno dall'altro e mostrano una notevole dicotomia storica e documentale. Von Werner ovviamente adattò ciascuna opera ai desideri dei rispettivi committenti e questo si comprende bene se si prendono ad esempio gli abiti indossati da Bismarck e dagli altri partecipanti alla cerimonia, che spesso appaiono di colori e modelli differenti nei tre dipinti. Il ministro della guerra Albrecht von Roon, che non presenziò alla cerimonia che si tenne a Versailles, venne incluso nella terza versione del quadro. In tutti e quattro i dipinti si vede il granduca di Baden intento ad acclamare il nuovo imperatore, fatto documentato e realmente accaduto.

## Il primo dipinto, 1877

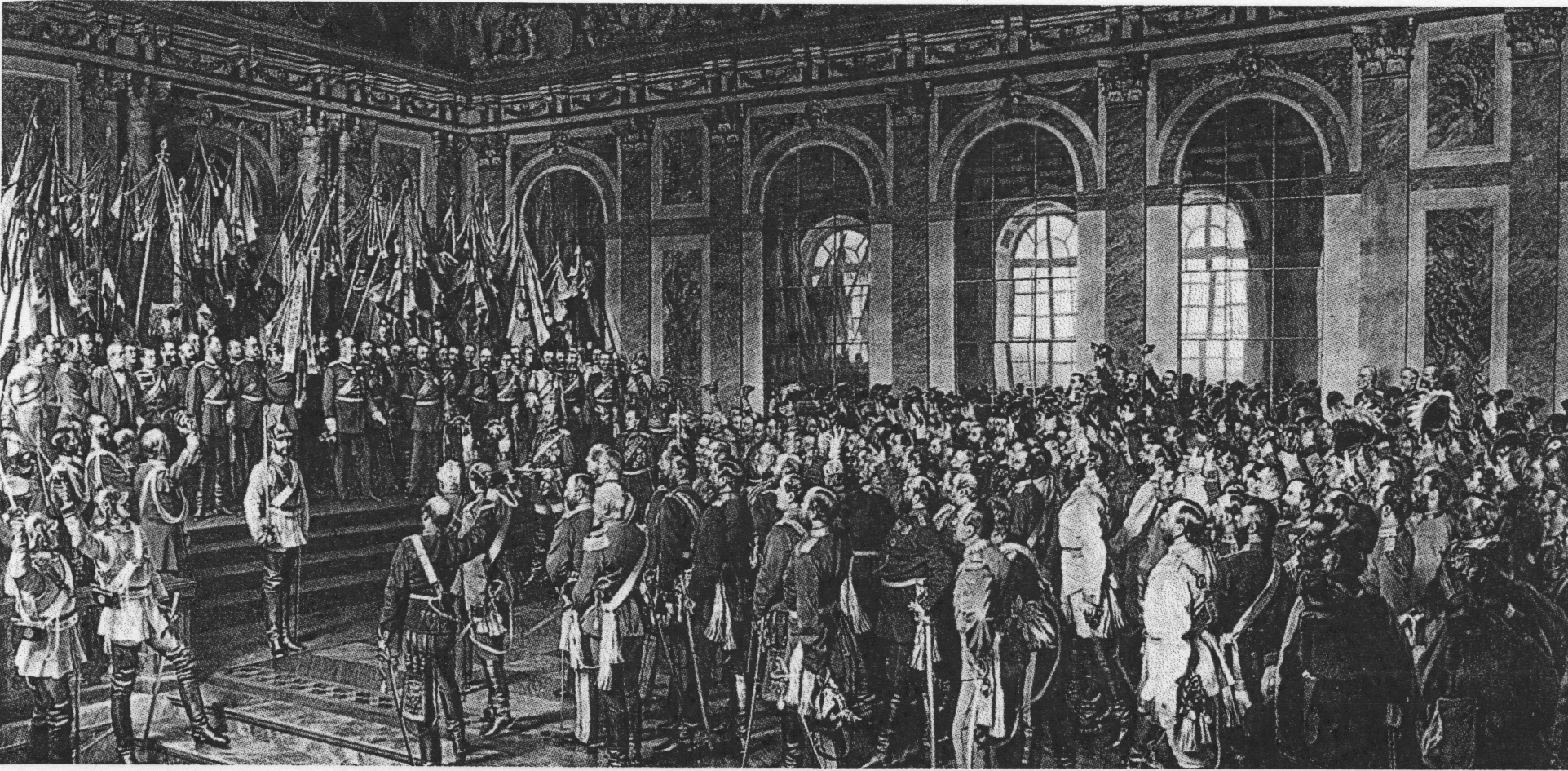
In questa riproduzione del primo dipinto, è presente un autoritratto di Anton von Werner (in basso a destra).

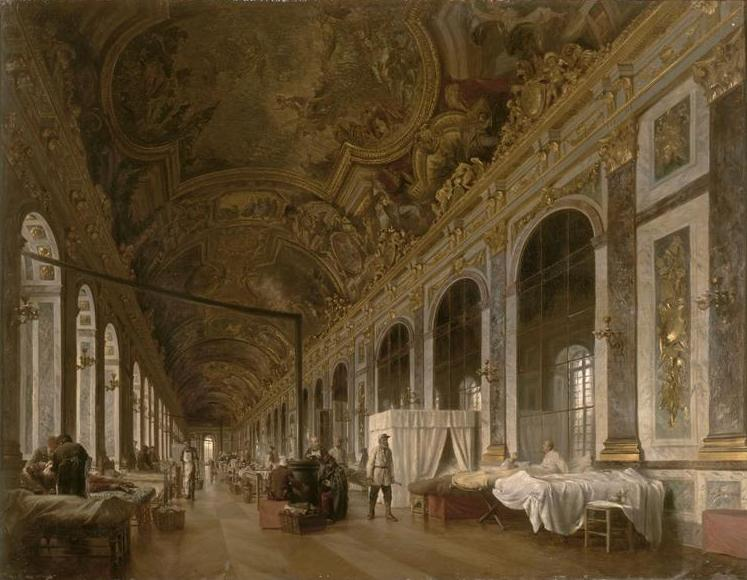
La Galleria degli Specchi alla Reggia di Versailles. Alcuni giorni dopo la proclamazione dell'impero, i vincitori dell'assedio di Parigi utilizzarono la galleria come ospedale da guerra.

Nel 1870, von Werner trascorse le fasi finali della guerra franco-prussiana al quartier generale della terza armata guidato dal principe Federico Guglielmo. Nel gennaio del 1871, fu proprio quest'ultimo a chiedere al pittore di portarsi alla Reggia di Versailles dove si trovava il quartier generale dell'esercito prussiano impegnato nel conflitto per "far sperimentare al vostro pennello qualcosa di sensazionale." Von Werner venne informato della proclamazione dell'impero solo il 18 gennaio stesso. Il principe ereditario era rimasto stupefatto dalla reggia che rappresentava un punto focale per la politica francese e per la sua storia ed era intenzionato a celebrare l'evento con un dipinto ma non come aveva fatto Napoleone Bonaparte incaricando un pittore del calibro di Jacques-Louis David di progettare ogni dettaglio nei minimi particolari perché l'immagine fosse consegnata con intento allegorico ai posteri, bensì egli intendeva realizzare una presa dal vivo dell'evento, con tutta la spontaneità dell'evento.
La cerimonia che i prussiani tennero nella Galleria degli Specchi fu breve e semplice, con la presenza di tutti gli alti ufficiali dell'esercito. Il sovrano, accompagnato dai principi tedeschi e dal suo entourage, attraversò tutta la sala sino a giungere nel mezzo, dov'era stato eretta per l'occasione una pedana in forma di altare da campo. Qui, un cappellano militare tenne una breve cerimonia e il gruppo cantò il mottetto tedesco "Nun danken alle Gott". Quindi Bismarck lesse il proclama ufficiale per l'istituzione dell'Impero tedesco. Il granduca di Baden, a questo punto, gridò tre volte "Hoch" ("Urrà!") per "Sua Maestà l'imperatore Guglielmo", seguito da tutti i presenti. La cerimonia poteva dirsi conclusa, mentre i festeggiamenti continuarono nel palazzo e poi nel parco.
Durante il giuramento, Werner colse l'occasione per fare alcuni schizzi dei personaggi principali intervenuti, aggiungendovi poi altri principi, rappresentanti delle città anseatiche e diversi ufficiali d'esercito. Durante la lavorazione dell'opera, per l'alto significato simbolico che essa avrebbe dovuto avere, Werner entrò in particolari rapporti d'amicizia non solo col principe ereditario, ma anche col cancelliere Bismarck e con lo stesso Guglielmo I di Germania.
In questa prima versione del quadro, Werner si concentrò sulla necessità di riprendere la scena ma di dare anche ampio spazio al soffitto dove si trovavano gli affreschi che celebravano le glorie di Luigi XIV come conquistatore di terre e città tedesche con evidente significato di umiliazione per i francesi che ora si trovavano a dover fare i conti con i loro nuovi vincitori. Già nel gennaio del 1871 venne fatta la prima bozza del dipinto che venne approvata dal principe ereditario.
L'opera venne commissionata per il municipio di Berlino e non a caso Werner adattò le dimensioni del dipinto allo spazio prescelto per accoglierlo una volta terminato, ovvero la "Sala Bianca", la più grande del castello, utilizzata per gli eventi pubblici e per l'annuale cerimonia d'apertura del Reichstag. Il dipinto era di ampio respiro anche perché nella parete in cui sarebbe stato posizionato, le finestre davano direttamente sulla Unter den Linden, un grande viale alberato di Berlino. Quando Guglielmo II di Germania fece aggiungere nella sala una serie di arazzi di manifattura Gobelin nel 1914, il dipinto perse gran parte della propria importanza. Negli anni della Repubblica di Weimar prima e della Germania nazista poi, il dipinto rimase al suo posto come manifestazione della potenza della Germania, indipendentemente dal fatto che raffigurasse un evento legato alla monarchia. Il dipinto, ad ogni modo, andò irrimediabilmente perduto nel corso del raid aereo che colpì Berlino del 2 febbraio 1945.

## Il secondo dipinto, 1882
La grande popolarità del dipinto spinse Guglielmo I a chiedere a Werner di realizzare un altro dipinto raffigurante la proclamazione dell'impero per il palazzo dell'Arsenale di Berlino. Qui il dipinto venne posto su un lato ad affiancare la scultura della Vittoria trionfante di Fritz Schaper, avendo come controparte un dipinto raffigurante la proclamazione di Federico III del Brandeburgo a re di Prussia nel 1701. La cupola della sala venne dipinta da Friedrich Geselschap.
In questa seconda versione del dipinto, Werner riprese la scena frontalmente mostrando Guglielmo I su un'alta piattaforma, circondato dai principi tedeschi. Più in basso, è raffigurato Bismarck, del quale Werner enfatizzò i colori nell'uniforme bianca, affiancato da altri personaggi riconoscibili come Roon, Moltke e altri noti generali tedeschi. Sullo sfondo, tra ufficiali festanti, si trovano anche semplici soldati che inneggiano all'imperatore. La figura di Bismarck, che in realtà all'evento indossava un'uniforme blu scuro, venne approvata comunque dall'imperatore che commentò: "Avete ragione, era vestito veramente male."
Il nuovo spazio dove collocare il dipinto, non consentiva a Werner di avere a disposizione le dimensioni colossali del primo e per questo si ridusse anche lo spazio per raffigurare gli intervenuti alla cerimonia, con la presenza evidenziata dei soggetti fondamentali come Guglielmo I, il principe ereditario ed il granduca di Baden. Tra gli ufficiali presenti nel dipinto ma che invece non presenziarono all'evento, Werner pose anche Georg von Kameke, da poco nominato ministro della guerra all'epoca della realizzazione del dipinto. Nel quadro sono presenti anche il generale Leonhard von Blumenthal col suo camerata bavarese Jakob von Hartmann, enfatizzati da uniformi blu chiaro.

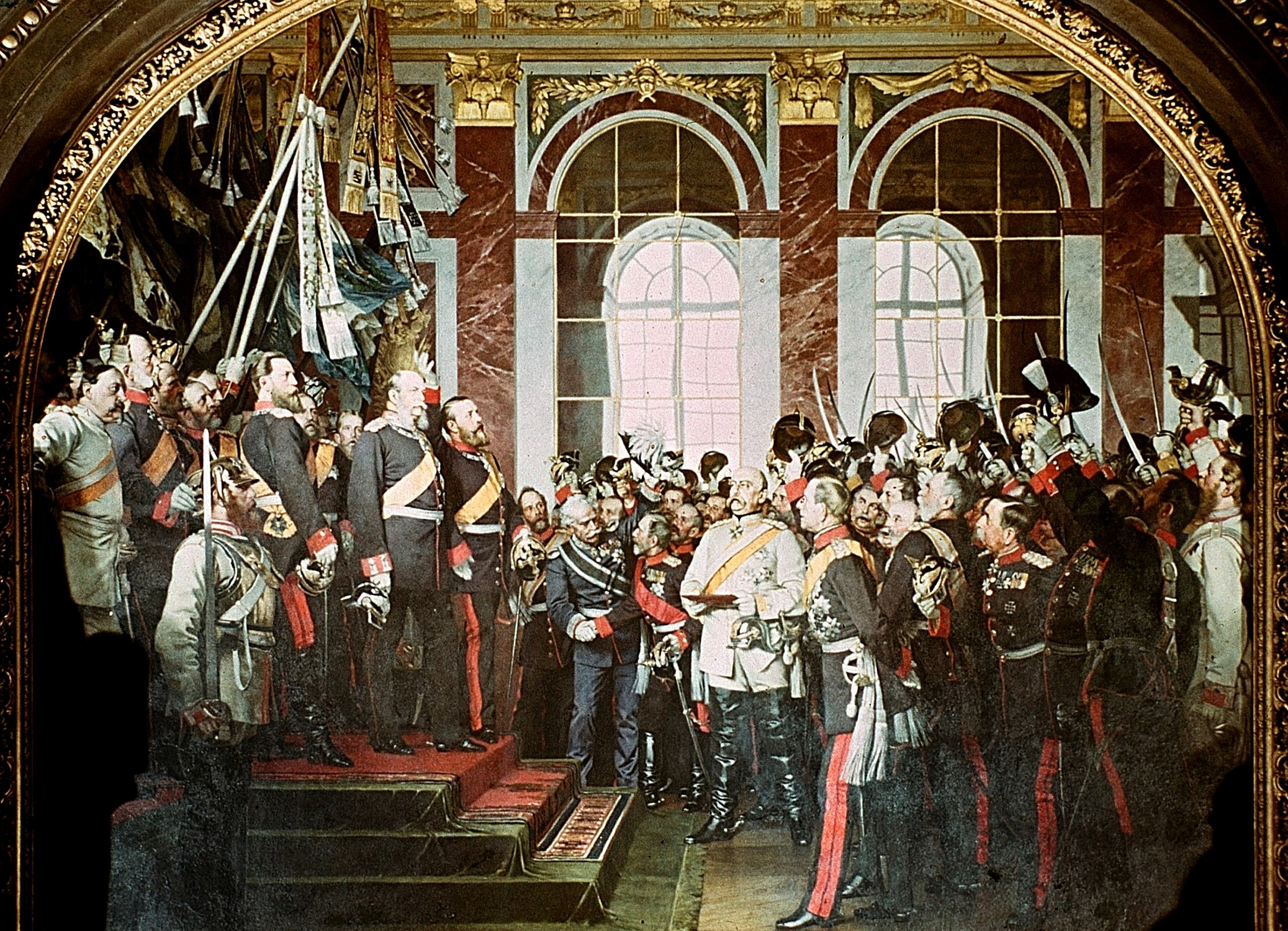
La seconda versione del dipinto per l'arsenale di Berlino, olio su tela, 5,0 x 6,0 m, perso nel corso della guerra
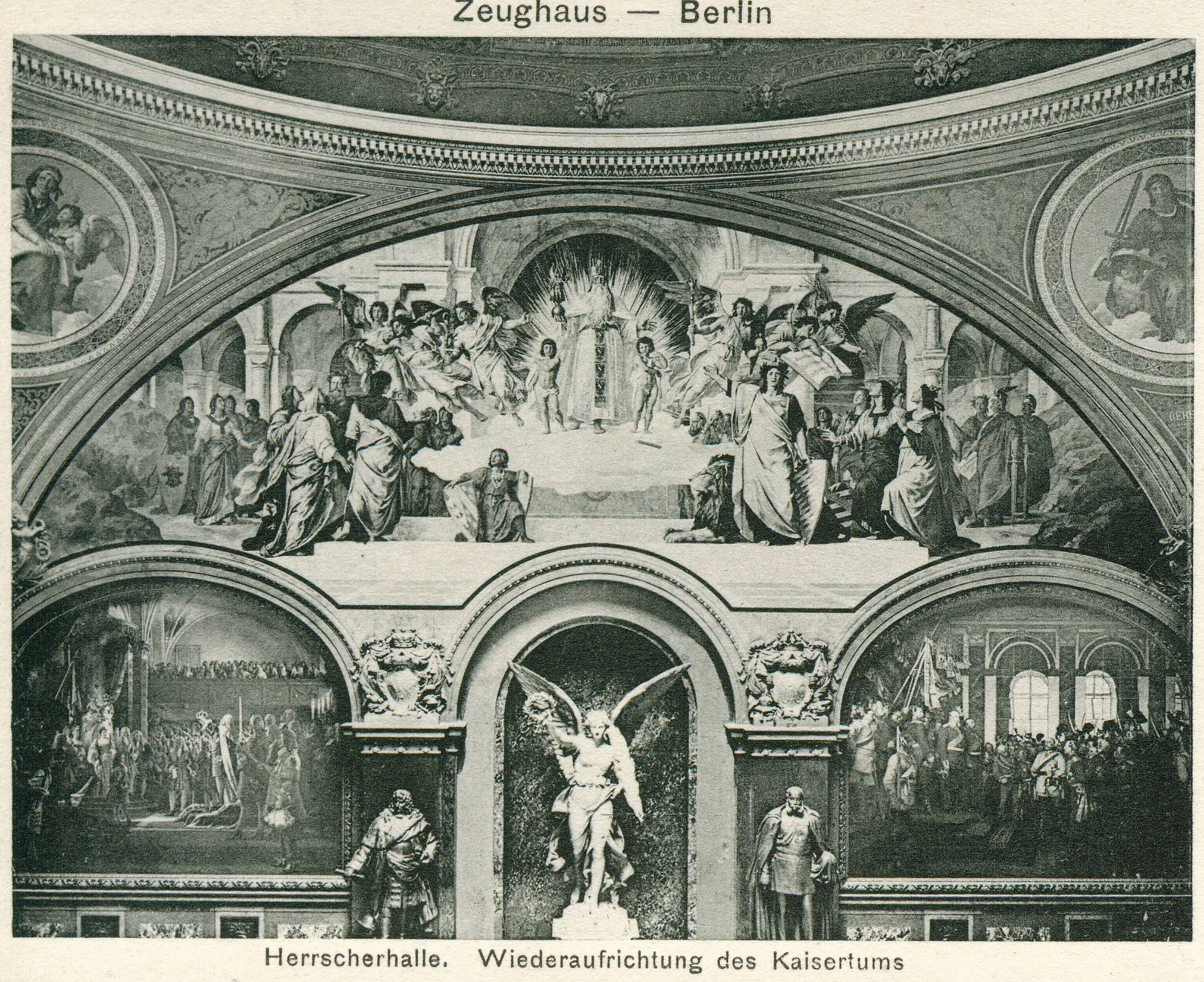
La collocazione originaria del dipinto, affiancato alla Vittoria trionfante ed all'incoronazione di Federico III di Brandeburgo a re di Prussia, del medesimo autore
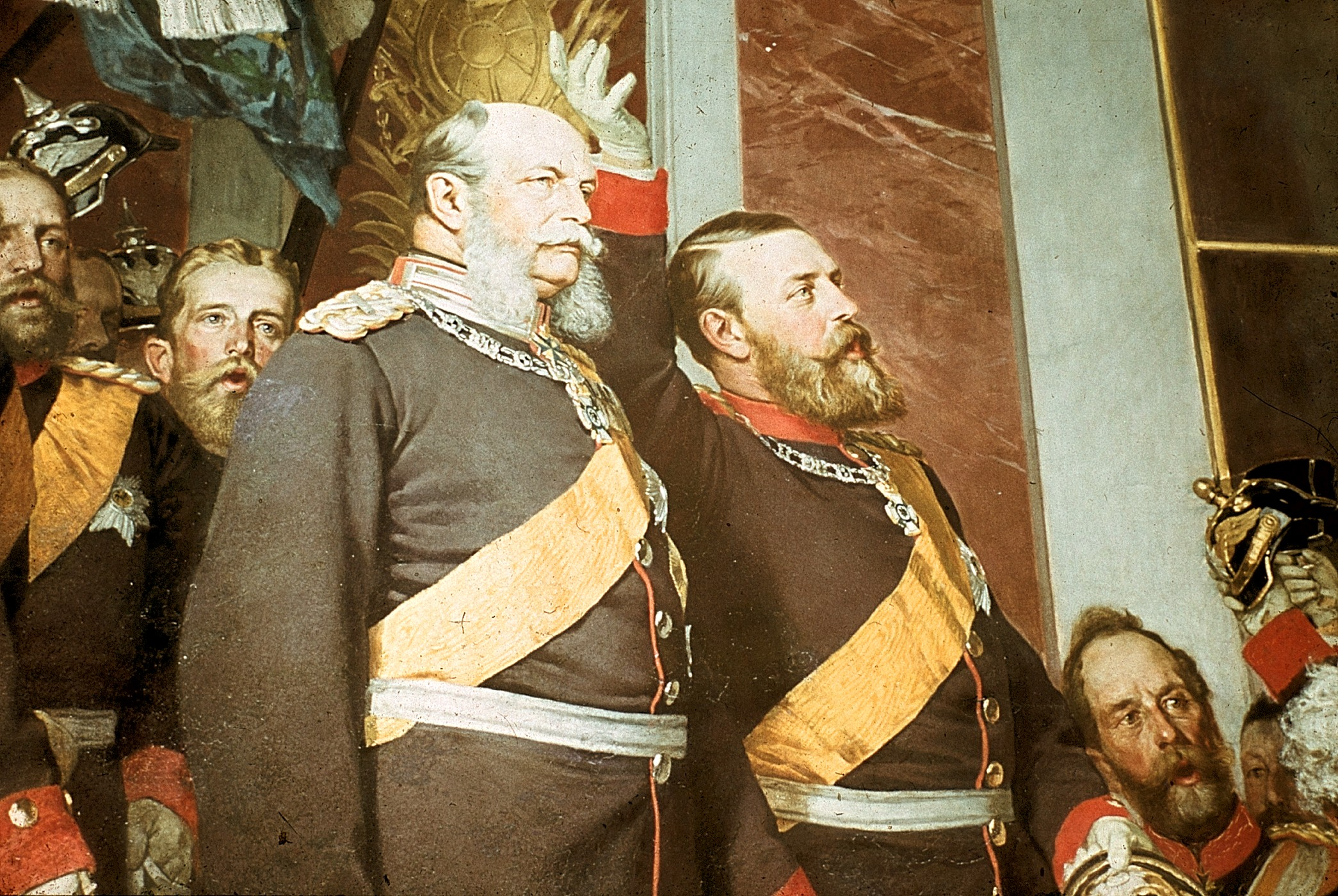
Dettaglio. Guglielmo e il genero, il granduca Federico I di Baden (a destra)
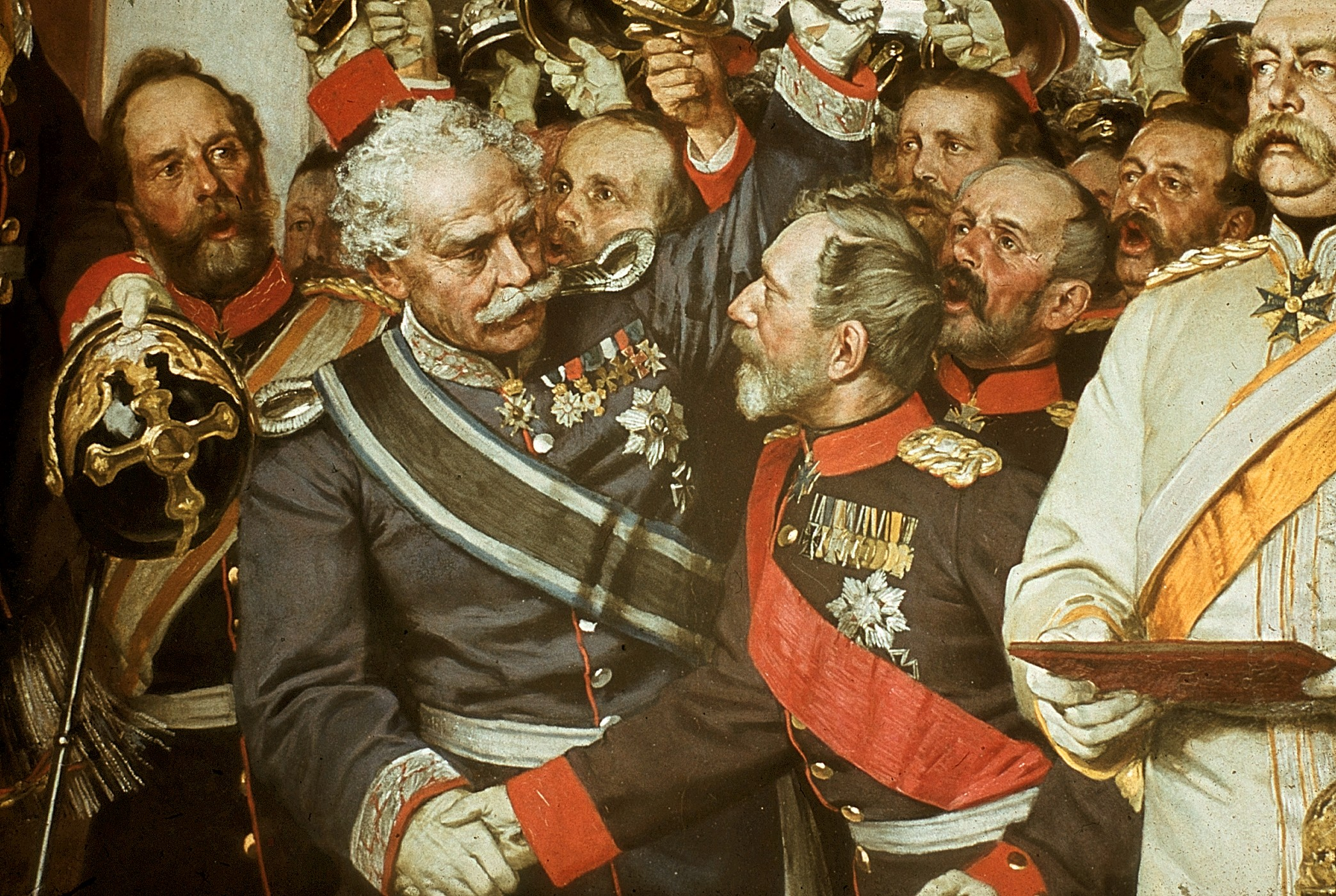
Dettaglio. Jakob von Hartmann
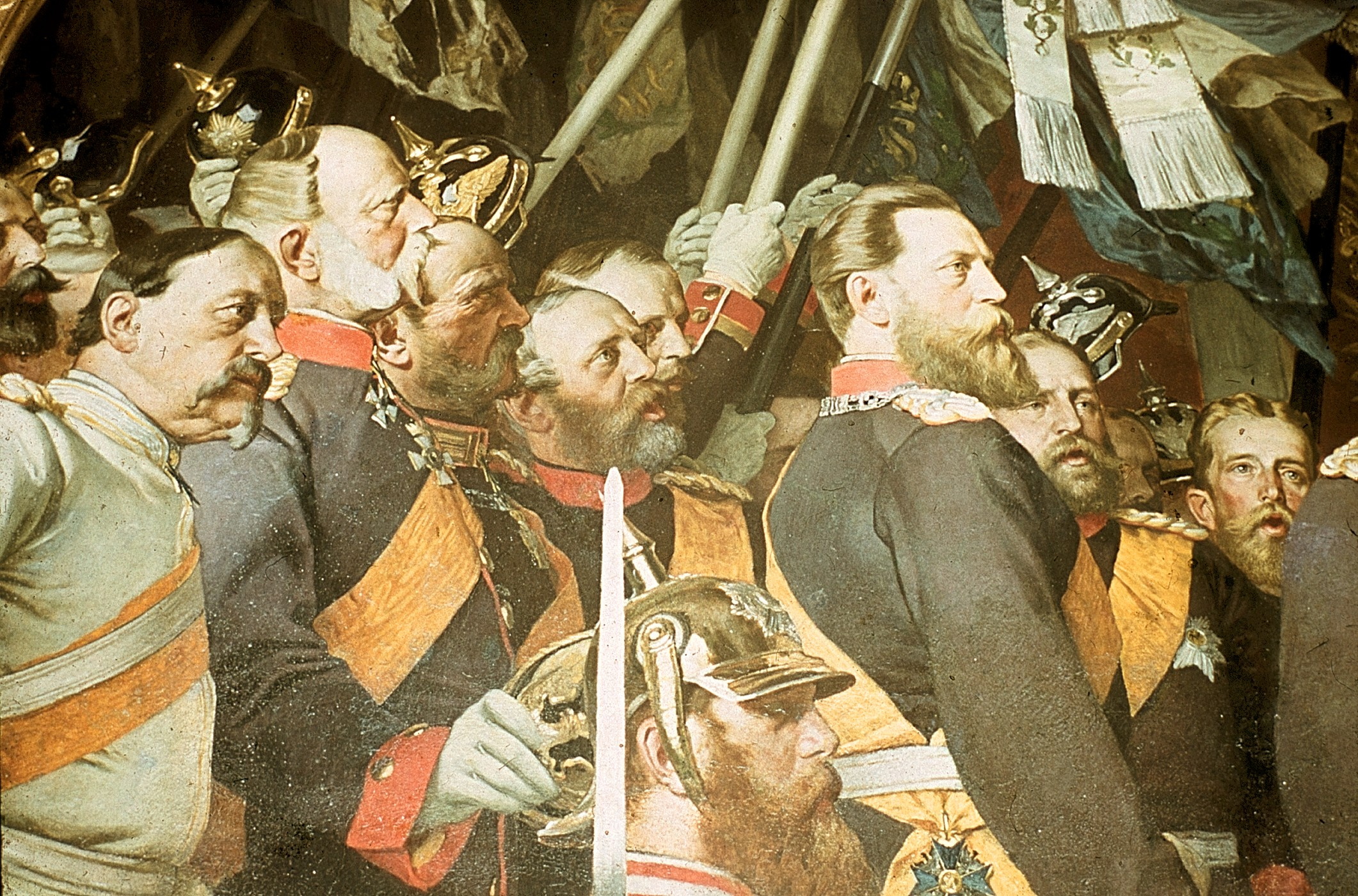
Dettaglio. Il principe ereditario futuro Federico III ed il duca Ernesto II di Sassonia-Coburgo-Gotha (a sinistra)

Nel secondo dipinto, non solo Bismarck riportava un'uniforme bianca che non aveva indossato nell'occasione ma al collo riportava anche le insegne dell'ordine Pour le Mérite che in realtà egli ottenne solo nel 1882 e che non poteva avere nel 1871 quando si svolse l'evento. Werner, ad ogni modo, deliberatamente rappresentò i partecipanti alla proclamazione imperiale come apparivano nel 1882 per celebrare il decennale della fondazione dell'impero. Dal dipinto, ad ogni modo, appariva ancora più chiara l'idea del kaiser visto più come un primus inter pares che come un vero e proprio sovrano. Thomas W. Gaehtgens disse riguardo a quest'opera: "non è una descrizione stoica, ma piuttosto una raffigurazione del presente con l'aiuto del passato."
Per questo gli storici dell'arte hanno attribuito ancora più forza a questo dipinto rispetto al primo con un intento ancora più celebrativo, senza quella folla di soldati semplici (rappresentati solo dal corazziere impettito a sinistra, in primo piano, vicino all'altare imperiale).
Il dipinto sopravvisse ai raid aerei sull'arsenale di Berlino del novembre del 1943, ma comunque non sopravvisse alla fine della guerra a causa di ulteriori danni subiti.

## Il terzo dipinto, 1885

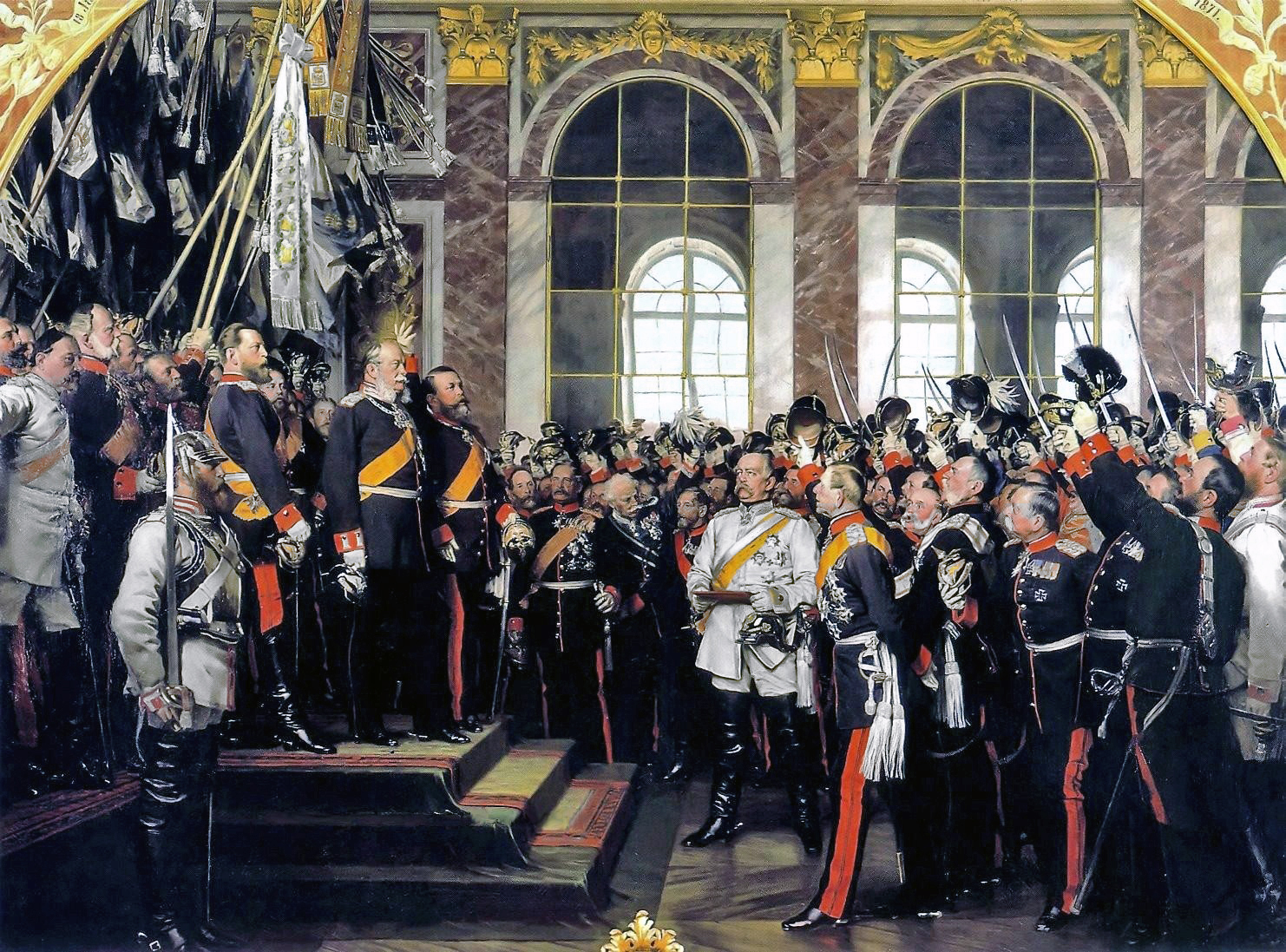
Versione del dipinto per Otto von Bismarck, consegnata il 1º aprile 1885. Olio su tela. 1,67 x 2,02 m. Otto-von-Bismarck-Stiftung, Friedrichsruh

Anche il secondo dipinto di Werner riscosse un notevole successo di pubblico. La famiglia Hohenzollern commissionò a Werner un nuovo dipinto dell'evento da donare al cancelliere Bismarck in segno di riconoscenza in occasione del suo 70º compleanno nel 1885. In un così breve lasso di tempo, Werner riuscì appena a realizzare una copia della scena destinata all'arsenale di Berlino, pur compiendo alcune piccole variazioni, inserimenti di personaggi ed aggiornamenti nell'aspetto fisico di alcuni partecipanti. A differenza del dipinto precedente, il kaiser insistette per inserire la figura di Roon, morto nel 1879, che non poté essere presente all'evento del 1871; tale scelta fu motivata dalla forte amicizia che questi aveva avuto con Bismarck.

## Il quarto dipinto, 1913
Nel 1913, Werner realizzò una copia del terzo dipinto per il Realgymnasium di Francoforte sull'Oder (olio su tela, 4,90 x 7,50 m). Durante la guerra questo dipinto venne danneggiato, ma venne irrimediabilmente perduto dopo il 1945.